# Margie Gay
Margie Gay (* 21. Juni 1919 in Muskogee, Oklahoma, als Marjorie Teresa Gossett; † 6. Januar 2003 in Las Vegas, Nevada) war eine US-amerikanische Kinderdarstellerin, die 1925 und 1926 in insgesamt 31 Kurzfilmen der von Walt Disney produzierten Alice Comedies die Hauptrolle spielte.

## Leben

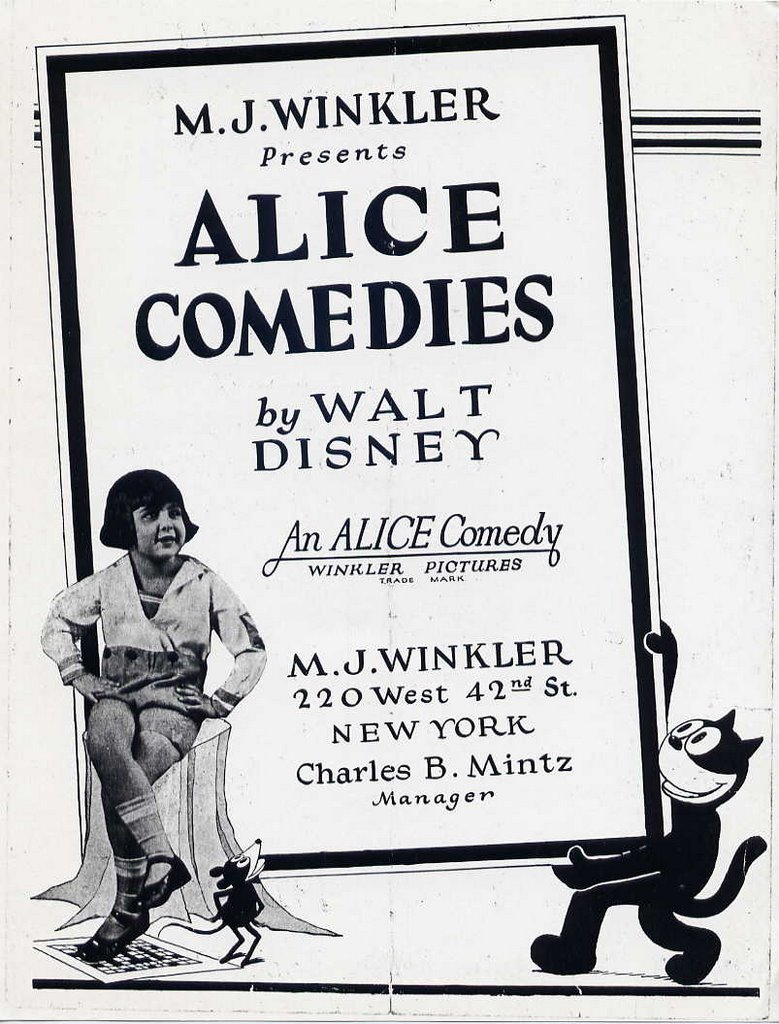
Margie Gay als Alice auf einem Werbeplakat für die Alice Comedies

Marjorie Gossett wurde am 21. Juni 1919 in Muskogee im US-Bundesstaat Oklahoma geboren. Sie wurde von ihrer Mutter Ruth Gossett alleine aufgezogen. Als Mutter und Tochter Mitte der 1920er-Jahre nach Hollywood zogen, nahm Ruth Gossett den Nachnamen Gay an und versuchte, ihre Tochter als Kinderdarstellerin zu vermarkten. Anfang 1925 nahmen Walt und Roy O. Disney die fünfjährige Margie Gay unter Vertrag, um mit ihr den Kurzfilm Alice Solves the Puzzle zu drehen. Der Film war Teil der Alice-Comedies-Reihe, die seit März 1924 erfolgreich in den Kinos lief. Diese lose auf Lewis Carrolls Alice im Wunderland basierende Filmserie war die erste Produktion des 1923 gegründeten Disney Brothers Cartoon Studio, später umbenannt zu The Walt Disney Company. Die Filme waren eine Kombination von Realfilm und Zeichentrickfilm, in denen das Mädchen Alice in Traum- und Fantasiesequenzen in eine zweidimensionale Zeichentrickwelt eintaucht und dort auf verschiedene Figuren trifft. Die Alice Comedies waren somit eine Umkehrung von Max Fleischers Filmreihe Out of the Inkwell mit der Zeichentrickfigur Koko der Clown.
In Alice Solves the Puzzle ersetzte Margie Gay Virginia Davis, die bislang die Hauptrolle des Mädchens Alice gespielt hatte. Gay erfüllte aber zunächst nicht die Erwartungen Disneys, weshalb für den nächsten Film Alice’s Egg Plant die siebenjährige Dawn O’Day (später bekannt als Anne Shirley) als Alice besetzt wurde. Da die Eltern von Dawn O’Day Disneys Vertragsangebot nicht akzeptierten, wurde Margie Gay erneut für den Film Alice Loses Out engagiert, der im Juni 1925 veröffentlicht wurde. Diesmal erhielt Gay einen festen Vertrag mit den Disney-Brüdern und blieb dem Studio bis zum Ende des Jahres 1926 treu. Sie drehte insgesamt 31 Alice-Comedies-Filme und war damit von den vier Darstellerinnen, die Alice vor der Kamera verkörperten, diejenige mit den häufigsten Auftritten. Sie erhielt eine Gage von 25 US-Dollar pro Drehtag.
Während in den frühen Filmen der Alice Comedies die von Virginia Davis verkörperte Hauptfigur blonde, lockige Haare hatte und eher dem Schönheitsideal von Mary Pickford entsprach, hatte Gay dunkle Haare und einen Bob, der an Colleen Moore erinnert. Mit dem Aussehen änderte sich auch das Auftreten von Alice. Davis’ Alice wirkte pflichtbewusst, unter Gay wurde die Figur aber zunehmend frecher und wilder. Allerdings rückte Alice in den Filmen mit Margie Gay immer weiter in den Hintergrund. Die reale Rahmenhandlung der Filme und Alices Interaktionen mit den gezeichneten Figuren fielen immer kürzer aus, stattdessen entwickelte sich der gezeichnete Kater Julius zum Hauptakteur. Virginia Davis meinte 1995 in einem Interview, dass die Aufgabe ihrer Nachfolgerin Margie Gay darauf reduziert wurde, vor der Kamera süß auszusehen, in die Hände zu klatschen und herumzuhüpfen.
Gay wurde Ende 1926 auf Betreiben des Filmproduzenten George Winkler von der jüngeren Lois Hardwick abgelöst. Gays letzter Film, Alice’s Auto Race, kam am 4. April 1927 in die Kinos. Nach dem Ende ihres Vertrages mit Disney absolvierte Margie Gay keine weiteren Filmauftritte. Während ihre Vorgängerin Virgina Davies in späteren Jahren als „Disney-Legende“ gefeiert wurde, geriet Gay in Vergessenheit. Margie Gay lebte mit ihrer Mutter in Hollywood und arbeitete zwischenzeitlich als Weberin. 1950 zog sie nach Las Vegas, wo sie als Fotografin arbeitete. Sie starb am 6. Januar 2003 in Las Vegas.